# Pegunungan Bintang
Pegunungan Bintang ist ein Regierungsbezirk (kabupaten) in der indonesischen Provinz Papua Pegunungan auf der Insel Neuguinea. Stand 2020 lebten hier circa 112.000 Menschen. Der Regierungssitz des Kabupaten Pegunungan Bintang ist Oksibil. Benannt ist der Regierungsbezirk nach dem gleichnamigen Gebirge.

## Geographie
Pegunungan Bintang liegt im Osten der Provinz Papua Pegunungan. Im Norden grenzt es an die Regierungsbezirke Jayapura und Keerom (Provinz Papua), im Westen an den Regierungsbezirk Yahukimo und im Süden an den Kabupaten Boven Digoel (Provinz Papua Selatan). Im Osten grenzt Pegunungan Bintang an den Nachbarstaat Papua-Neuguinea. Administrativ unterteilt sich Pegunungan Bintang in 34 Distrikte (distrik) mit 277 Dörfern (kampung).

## Einwohner
2020 lebten in Pegunungan Bintang 111.800 Menschen. Die Bevölkerungsdichte beträgt 7 Personen pro Quadratkilometer. Circa 68 Prozent der Einwohner sind Protestanten, 31 Prozent Katholiken und ein Prozent Muslime.